# Тимофєєв Володимир Сергійович
Володимир Сергійович Тимофєєв (10 жовтня 1930, Вознесенськ, Миколаївська область) — український політик, міністр торгівлі України (грудень 1991 — лютий 1992).

## Життєпис
Закінчив Донецький інститут радянської торгівлі за напрямом економіста.
З 1945 року працював робітником-токарем залізничного депо Миколаївської області. З 1957 року працює в торгівлі: начальник управління торгівлі Донецького облвиконкому; голова Республіканської торгово-посередницької контори; начальник головного управління торгівлі Київського міськвиконкому; з 1988 — заступник, з 1989 — перший заступник Міністра торгівлі України.
З 31 грудня 1991 по 25 лютого 1992 року був міністром торгівлі України в Уряді Вітольда Фокіна.